# 志賀大介
志賀 大介（しが だいすけ、1932年8月17日 - 2018年8月6日）は、日本の作詞家。日本作詩家協会副会長、日本音楽著作家連合会長。本名は牛越 武。

## 経歴
長野県大町市出身。長野県大町高等学校卒業。大手広告代理店在職中、作詞依頼を受けたのをきっかけに作詞活動を開始。東芝EMI、朝日放送、日本クラウンの専属作家を務めた。
2007年に日本音楽著作家連合第4代会長に就任。2018年8月6日に亡くなったことが日本作詩家協会のホームページにて発表された。

## 代表作
- 梅宮辰夫
  - シンボル・ロック
- 大川栄策
  - はぐれ舟
  - 昭和放浪記
  - 夢うぐいす
- 小田純平
  - 男の景色
- 鳥羽一郎
  - 男は浪漫
  - 海峡浪漫
  - 漁火港
- 北島三郎
  - 男の精神
  - 城
  - 纏
- 北山たけし
  - 男の一番星
  - 望郷かくれんぼ
  - 夢一途
- 岸千恵子
  - 千恵っ子よされ
- キム・ヨンジャ
  - 望郷千里
- 島津亜矢
  - お梅
  - お吉
- 灘麻太郎
  - 加賀の宿
- 氷川きよし
  - みれん心
- 細川たかし
  - 北岳
- 和田弘とマヒナスターズ
  - 泣きぼくろ
  - 信濃恋歌
- 扇ひろ子

　　・おんな流れ花